# Paul Mantz
Pour l’article homonyme, voir Paul Mantz (aviateur).
Paul Mantz, né le 28 avril 1821 à Bordeaux et mort le 30 janvier 1895 à Paris, est un historien de l’art français.

## Biographie
Né à Bordeaux, Paul Mantz s'établit à Paris en 1839 pour suivre des études de droit. Il fréquente les cercles littéraires et rédige des articles pour la revue L'Artiste à partir de 1844. L'année suivante, il commence à rendre compte des salons artistiques, prenant parti pour Eugène Delacroix et Théodore Rousseau. Il se lie avec Théophile Thoré-Burger, Charles Blanc et Philippe de Chennevières.
À la faveur de la Révolution de 1848, Mantz entre au ministère de l'Intérieur. Il collabore à plusieurs revues : La Vraie République (fondée par Thoré-Burger), L'Événement (fondée par Victor Hugo). De 1849 à 1852, il est  rédacteur en chef de L'Artiste et publie des comptes rendus de salons remarqués qui lui assurent une certaine notoriété. Il est sollicité pour participer à la rédaction des Peintres vivants (1858, 2 vol.) aux côtés de Théophile Gautier et d'Arsène Houssaye. Il collabore également aux Archives de l'art français, fondées par Chennevières, et édite des sources anciennes sur les artistes et l'histoire de l'art du XVIIIe siècle plus spécialement (Gervais Drouet, Nicolas Lancret, Charles Natoire, Joseph Vernet, etc.).
En 1859, il est sollicité par Charles Blanc pour collaborer à la Gazette des Beaux-Arts qui vient d'être créée. Il y donne de nombreux articles : recherches sur les artistes contemporains (Corot (1861), Barye (1867), Gleyre (1875), Carpeaux (1876), Courbet (1878), comptes rendus d'expositions et critique des Salons (1859, 1863, 1865, 1867, 1869, 1872).
Ses publications évoluent ensuite davantage vers la recherche historique que vers la critique d'art. Il se consacre aux périodes anciennes, Renaissance italienne, XVIIe siècle européen, arts décoratifs français et anglais du XVIIIe siècle, etc. Il soutient le projet de Chennevières de dresser un inventaire des richesses artistiques de la France, il collabore à la collection Histoire des peintres de toutes les écoles depuis la Renaissance jusqu'à nos jours, créée par Charles Blanc, Jules Renouard et Henri Laurens, notamment aux volumes consacrés à L'École flamande (1864), L'École espagnole, L'École florentine (1876). Il publie Les chefs-d'œuvre de la peinture italienne (Firmin-Didot, 1870), et collabore à L'Œuvre et la vie de Michel-Ange (1876) sous la direction de Charles Blanc.
En 1878, Paul Mantz est nommé membre du jury de la quatrième section de l’Exposition universelle qui se tient à Paris. Il devient sous-directeur de l’administration départementale et communale au ministère de l'Intérieur en 1880. Il reçoit le 18 janvier 1881 la Légion d’honneur et, le 2 février de l’année suivante, devient directeur général de l’administration des Beaux-Arts, puis directeur honoraire en 1882, à la suite de sa démission. Il est membre du Conseil supérieur des beaux-arts, et organise des expositions à l’École des beaux-arts (Eugène Delacroix, 1885 ; Jean-François Millet (1887) ; Les peintres français de la caricature et la peinture de mœurs (1888) ; etc.
Il publie de nombreux articles dans la Gazette des Beaux-Arts, souvent sur des questions biographiques : Rubens (1882-1883), Andrea Mantegna (1886), Antoine Watteau (1889-1890), Nicolas de Largillierre (1893), Jean-Marc Nattier (1894), Louis Tocqué (1894).
La doctrine de Mantz a évolué peu à peu vers un nationalisme plus marqué et une valorisation de l'historicisme, défendant « la souveraineté de l’art français », la leçon de l'histoire que les artistes doivent savoir tirer, regrettant l'époque où la peinture romantique s'inspirait du XVIIIe siècle en se libérant des conventions classiques : « Ils se sont inclinés devant l’archéologue David, si peu inspiré de l’esprit nouveau : c’était à Prud’hon qu’il fallait croire ». D'abord passionné par le XVIIIe siècle, il s'est ensuite tourné vers les primitifs, cherchant les sources artistiques de l’« école française ».
Sa collection, spécialisée en maîtres du XVIIIe siècle, est dispersée au cours d'une vente à Paris, les 10 et 11 mai 1895.
Ses archives sont déposées à l'Institut national d'histoire de l'art .

## Vie privée

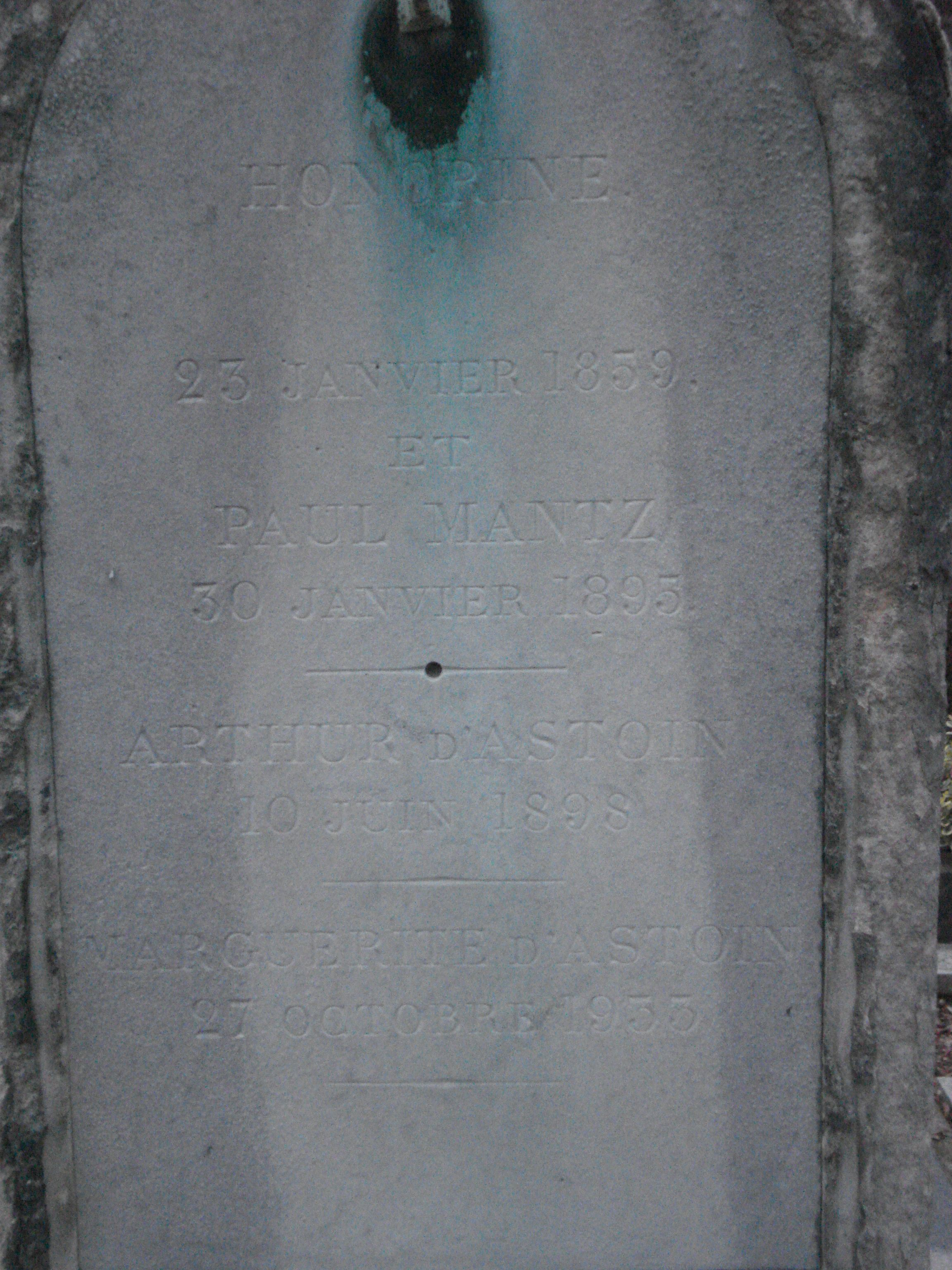
Sépulture de Paul MANTZ - Cimetière Montmartre

Paul-Alexandre-Godefroy Mantz est né le 28 avril 1821 à Bordeaux, fils de Godefroy Mantz, négociant et de Mathilde Vignes, alors domiciliés 116 quai des Chartrons, ses parents se marient le 7 avril 1817 à Bordeaux, son père est fils de Jean Mantz et de Madeleine Hofer, épouse en 2e noce de Luc Kohler l’aîné, originaires de Mulhouse, sa mère est fille de Paul Vignes et de Thérèse Faure,on note la présence d'Alexandre Mantz, époux de Crischone Reinhardt, oncle de Paul Mantz, négociant à Bordeaux.
La famille Mantz est originaire de Suisse.
Paul Mantz épouse Geneviève-Honorine Malwoz le 20 décembre 1852 à Paris, de ce mariage est née Marguerite-Mathilde Mantz (1853-1933), qui épouse Charles-Arthur-Ernest-Léon d’Astoin fils de Bernard-Joseph-Antoine-Léon d’Astoin (originaire de Bitche (Moselle)) et de Catherine-Sophie Beaver, une anglaise, fille de Philippe Beaver et de Catherine Landale. Arthur d'Astoin étant le beau-frère d'Émile Abbema père de l'artiste peintre Louise Abbema.
Paul Mantz meurt le 30 janvier 1895 à Paris 9e (69 rue Caumartin), il est inhumé au cimetière Montmartre (9e division) avec son épouse Honorine Malwoz (1821-1859), sa fille Marguerite (1853-1933) et son gendre Arthur d'Astoin (1829-1898).

## Principales publications
- Michel Colombe, Paris, Revue française, 1857.
- Les chefs-d'œuvre de la peinture italienne, Paris, Firmin-Didot, 1870.
- L'Œuvre et la vie de Michel-Ange, Ch. Blanc (dir.), Paris, Gazette des Beaux-Arts, 1876
- Hans Holbein, Paris, A. Quantin, 1879.
- François Boucher, Lemoyne et Natoire, Paris, A. Quantin, 1880.
- Le Musée de l'Ermitage à Saint-Pétersbourg, Paris, 1883.
- Antoine Watteau, Paris, Librairie illustrée, 1892.

## Documentation
Ses archives sont déposées à l'Institut national d'histoire de l'art.